# Pleurotus rattenburyi
Pleurotus rattenburyi är en svampart som beskrevs av Segedin 1984. Pleurotus rattenburyi ingår i släktet Pleurotus och familjen musslingar.   Inga underarter finns listade i Catalogue of Life.